# Afwateringskanaal 's-Hertogenbosch-Drongelen

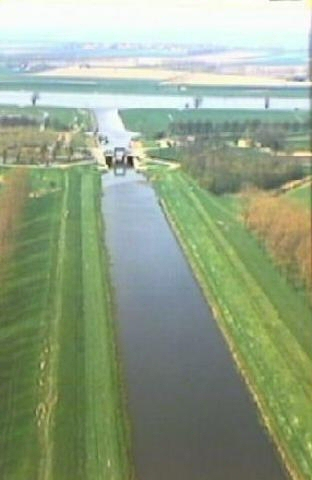
Uitmonding in de Maas met de Bovelandsesluis

Het Afwateringskanaal van 's-Hertogenbosch naar Drongelen in Noord-Brabant is tussen 1907 en 1911 gegraven, om Het Bossche Broek te ontlasten bij wateroverlast. Het kanaal begint in het zuiden van de stad, vlak bij het Wilhelminaplein. In het kader van de verlegging van de Maasmond (wet van 1883) was ook besloten om een afwateringskanaal naar Drongelen aan te leggen. In 1892 werd hierover het wetsvoorstel behandeld om de financiering hiervan beschikbaar te stellen. Maar daar was van technische aard wel het nodige bezwaar tegen.. Hierdoor is het kanaal pas na 1907 aangelegd. 
Tevens werd er een aantal gemalen gebouwd, die ingezet konden worden als de Maas overstroomde. Die gemalen pompten het water dan in de richting van het afwateringskanaal. Het gemaal bij Drongelen heet het Gansoyen gemaal.
Het kanaal mondt bij de Bovelandsesluis uit in de Bergsche Maas. Deze sluis is gerenoveerd in de periode tussen 1986 en 1988, waarna ze op 22 september 1988 werd heropend.

## Trivia
- In de volksmond wordt het kanaal ook wel Drongels of Drongelens Kanaal genoemd. In de omgeving van Waalwijk spreekt men van Drongels Kanaal, terwijl de benaming Drongelens Kanaal meer in de regio van 's-Hertogenbosch voorkomt.

## Galerij

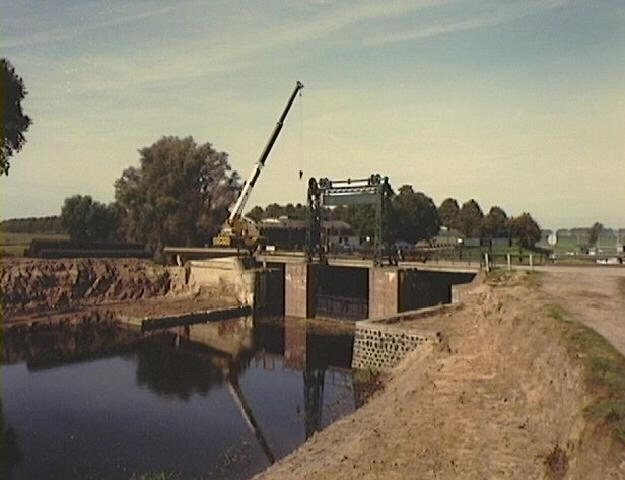
Renovatie Bovelandsesluis 1986
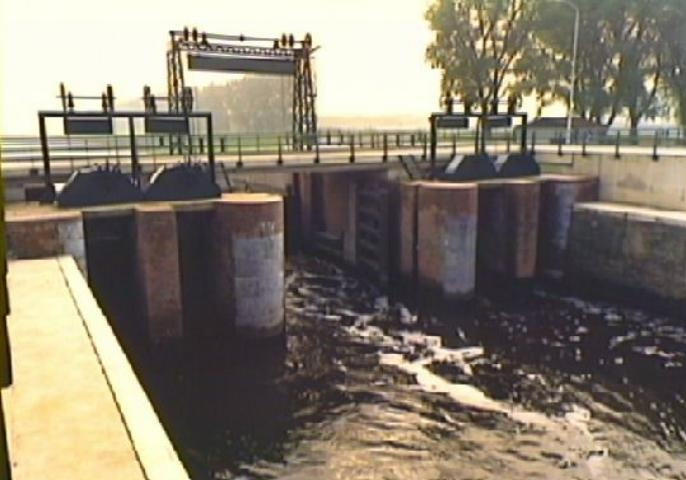
Bovelandsesluis vanuit noorden gezien
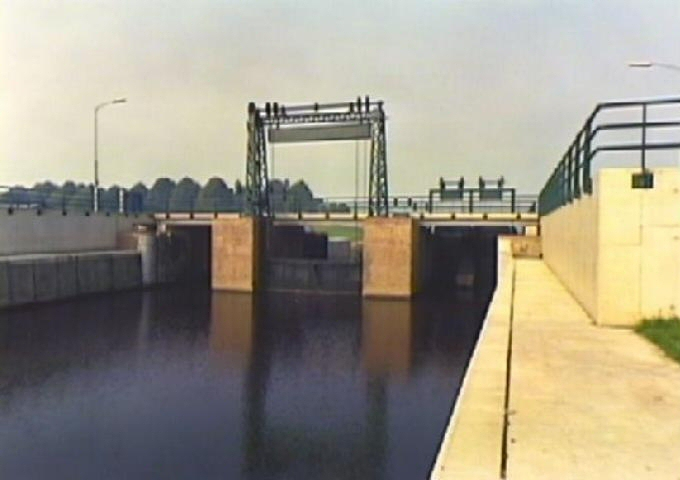
Bovelandsesluis vanuit zuiden gezien
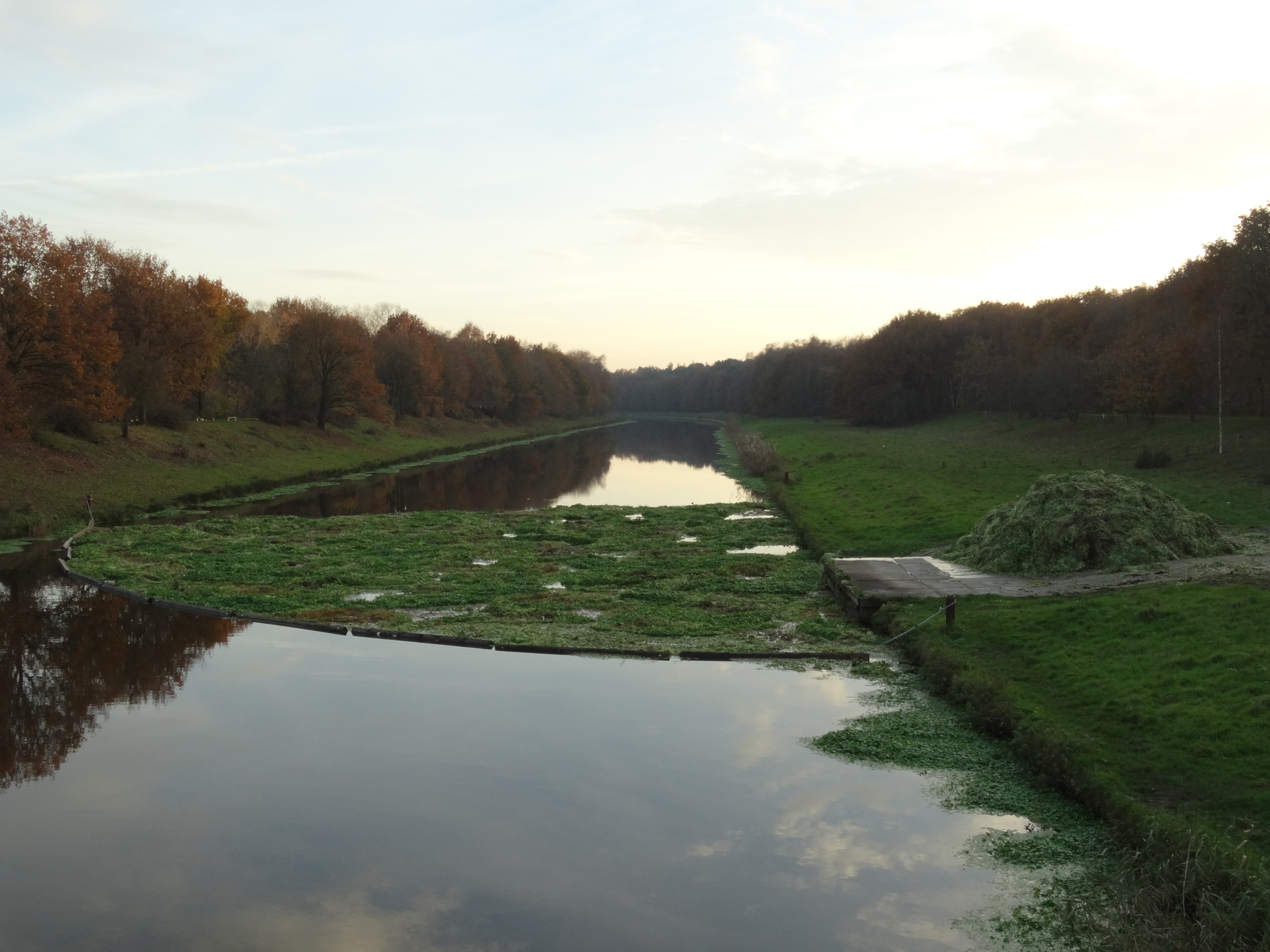
Opvang en verwijdering Grote waternavel uit het Drongelens Kanaal
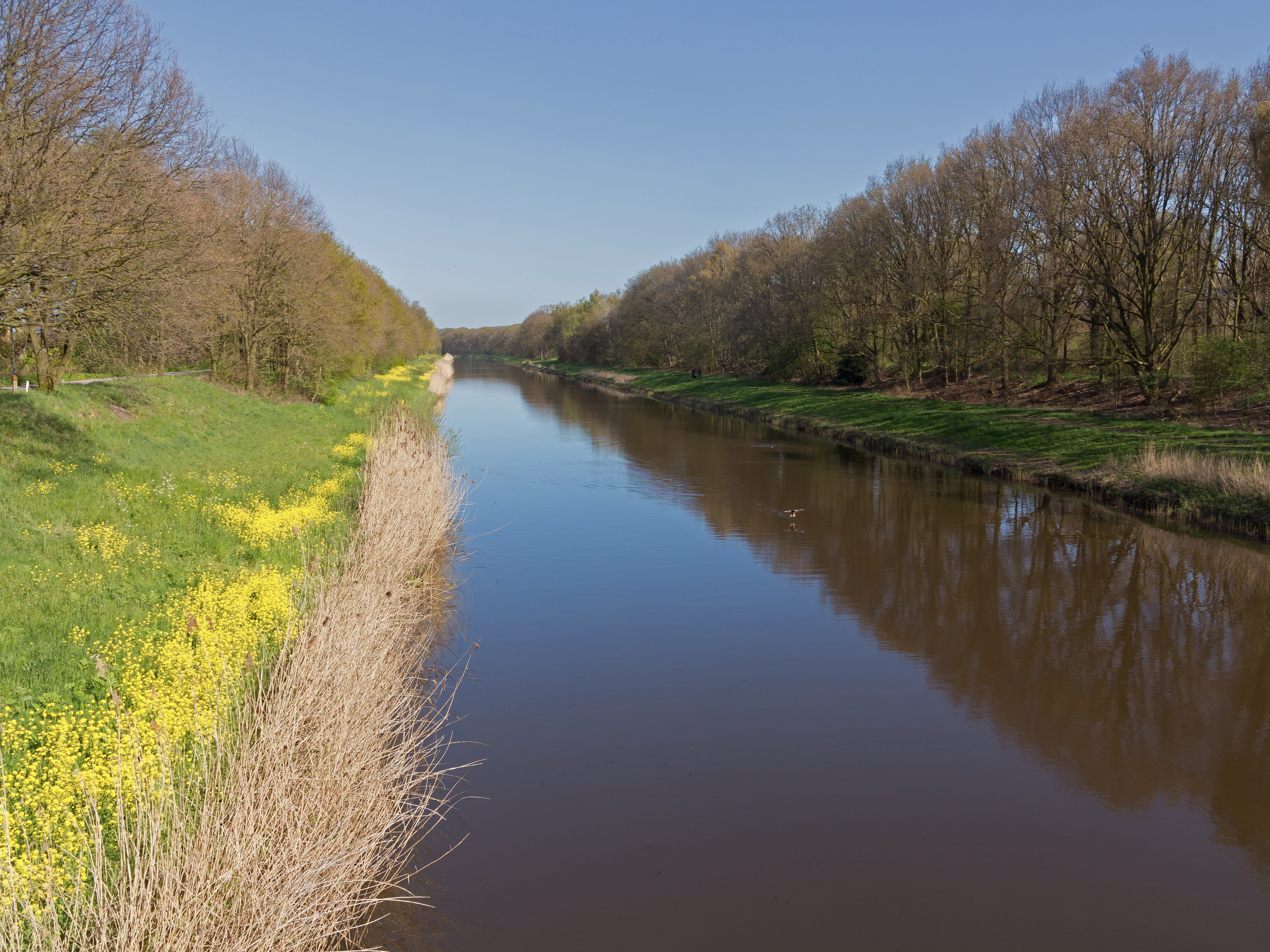
Drongelens Kanaal vanaf de Lunettenbrug